# Jim Bechtel
Jim Bechtel (1952) is een professionele pokerspeler uit de Verenigde Staten. In 1993 werd hij wereldkampioen door het Main Event van de World Series of Poker te winnen. Tevens wist hij in 1988 als zesde te eindigen en in 1986 als elfde.
Tijdens de World Series of Poker 2009 werd er een speciaal Champions Invitational toernooi gespeeld met 19 eerdere winnaars van het Main Event. Bechtel eindigde als vierde. Tom McEvoy, wereldkampioen van 1983, won het toernooi.  

## World Series of Poker bracelets
| Jaar | Toernooi                          | Prijs      |
| ---- | --------------------------------- | ---------- |
| 1993 | $10.000 No Limit Hold'em          | $1.000.000 |
| 2019 | $10.000 No Limit 2-7 Lowball Draw | $253.817   |